# Ngân hàng Tây Ban Nha
Ngân hàng Tây Ban Nha (tiếng Tây Ban Nha: Banco de España; tiếng Anh: Bank of Spain) là ngân hàng trung ương của Tây Ban Nha. Được thành lập tại Madrid vào năm 1782 bởi Hoàng đế Charles III, ngày nay ngân hàng là thành viên của Hệ thống Ngân hàng Trung ương Châu Âu và cũng là cơ quan có thẩm quyền quốc gia của Tây Ban Nha về giám sát ngân hàng trong Cơ chế Giám sát Duy nhất. Hoạt động của nó được quy định bởi Đạo luật Tự trị của Ngân hàng Tây Ban Nha.

## Lịch sử

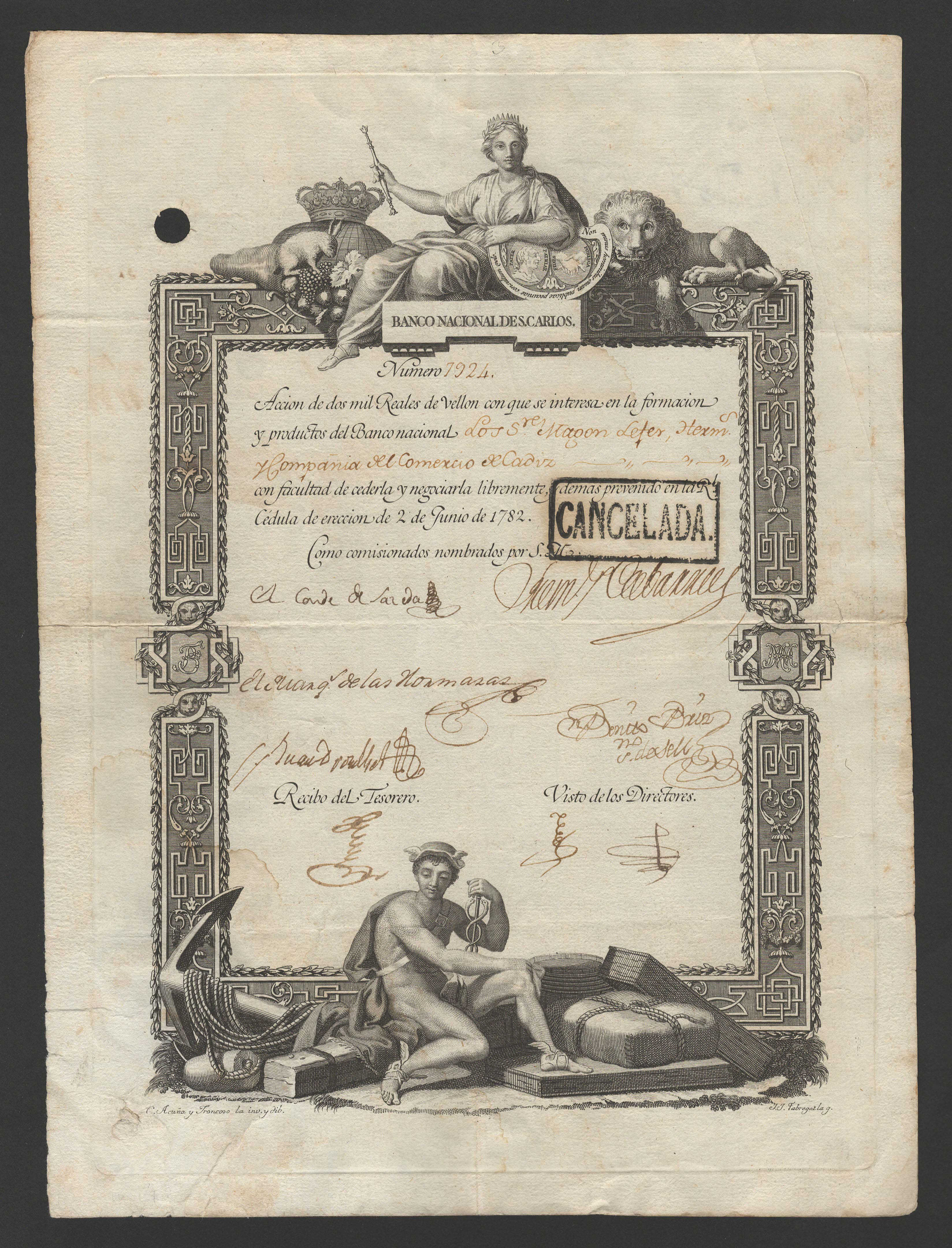
Cổ phiếu của Banco Nacional de San Carlos, phát hành ngày 2 tháng 6 năm 1782

Ngân hàng Tây Ban Nha ban đầu được đặt tên là Banco Nacional de San Carlos, nó được thành lập vào năm 1782 bởi Hoàng đế Charles III ở Madrid - kinh đô của Đế chế Tây Ban Nha, với mục đích ổn định tài chính của chính phủ thông qua trái phiếu nhà nước (vales reales) sau Chiến tranh Cách mạng Mỹ, trong đó Tây Ban Nha hỗ trợ quân sự và tài chính cho Mười ba thuộc địa. Mặc dù được thành lập và nhận sự hỗ trợ của nhà nước, nhưng ban đầu ngân hàng này thuộc quyền sở hữu tư nhân dưới hình thức cổ phần. Tài sản của ngân hàng Tây Ban Nha thuộc về các nhà tư bản Tây Ban Nha, chủ sở hữu bất động sản người Pháp và một số kho bạc ở Tân Tây Ban Nha (Mexico thuộc địa). Giám đốc đầu tiên của nó là chủ ngân hàng người Pháp François Cabarrus, được biết đến ở Tây Ban Nha với cái tên Francisco Cabarrús.
Sau cuộc xâm lược Tây Ban Nha của Napoléon Bonaparte, trong Chiến tranh Bán đảo từ năm 1808 đến năm 1813, ngân hàng bị nhà nước nợ hơn 300 triệu real, khiến ngân hàng gặp khó khăn về tài chính. Bộ trưởng Tài chính Luis López Ballesteros đã tạo ra một quỹ trị giá 40 triệu real vào năm 1829 để ngân hàng có thể phát hành tiền giấy của mình tại Madrid sau khi đổi tên thành Banco Español de San Fernando theo đế hiệu của nhà cai trị hiện tại của Tây Ban Nha là Farnando VII.